# Jacob Christopher Lembcke
Jacob Christopher Lembcke (født 7. januar 1833 i Korsør, død 14. februar 1907 i København) var en dansk dyreven og filantrop. 
Han var først ansat på toldkontoret i Bogense, derefter under Finansministeriet som assistent og senere kongelig revisor, indtil han 1873 af helbredshensyn tog sin afsked. Efter således at have fået tiden til egen rådighed kunne Lembcke helt hengive sig til den interesse for humane formål, der allerede før havde optaget ham. I 1875 var han med til at stifte "Foreningen til Dyrenes Beskyttelse", som hvis bestyrelsesmedlem og formand han siden udfoldede en stor virksomhed, særlig rettet mod al slags dyrplageri; sit bedste hjælpemiddel under dette arbejde havde han i det af ham fra 1880 udgivne tidsskrift Dyrevennen, der siden overgik til foreningen. I 1882 var han i Stockholm medstifter af "Nordisk Samfund til Bekæmpelse af det videnskabelige Dyrplageri". Endelig deltog han 1892 i stiftelsen af "Foreningen til Oprettelse af Landbrugskolonier for fattige Børn", der har sat børneopdragelsen i nøje forbindelse med dyrebeskyttelsen.